# Il fabbricante di gattini
Il fabbricante di gattini (Katzelmacher) è un film del 1969 di Rainer Werner Fassbinder, tratto da una sua pièce teatrale.

## Trama
Il film narra le vicende di un gruppo di uomini e donne della piccola borghesia bavarese; dialogano, hanno rapporti sessuali, sono aggressivi, si riuniscono insieme o in coppia. Tutto procede nel suo ordine fino a quando non arriva l'emigrante greco Jorgos. L'uomo è visto come una minaccia dagli altri uomini che invidiano il suo successo con le donne, mentre è visto con curiosità dalle donne che lo ritengono più virile. Il flirt tra Marie e lo straniero destabilizza il gruppo, cosicché alla fine Jorgos verrà massacrato di botte perché tutto deve essere riportato all'ordine.

## Titolo
Il titolo del film è tradotto letteralmente. La parola Katzelmacher è un'espressione bavarese spregiativa con cui venivano chiamati i lavoratori immigrati provenienti dall'Europa meridionale. L'appellativo allude all'intensa prolificità degli immigrati, mentre l'etimologia corretta indica il "fabbricante di cazze", artigiano proveniente per lo più dalla Val Gardena specializzato nella produzione di mestoli (Gatzeln) in legno e in rame.
Un'ulteriore etimologia deriva dallo svizzero-tedesco ed indica specificatamente i lavoratori italiani molto presenti dalla fine degli anni '50 alla fine degli anni '70 in tutta la Svizzera interna e con contratti da "stagionale". L'accezione è riferita appunto all'attitudine dell'avere molti figli (Katzenmacher significa infatti "fabbricante di gatti").

## Produzione
Prodotto sulla base di un lavoro teatrale dello stesso Fassbinder, portato sulle scene due anni prima dall'Action-Theater, sciolto dalla polizia nel maggio 1968, e di cui riproponeva il modello produttivo ("cinema girato in fretta e a basso costo, con la partecipazione gratuita di cast e troupe"), il film fu girato in soli 9 giorni e costò circa 80.000 marchi.

## Distribuzione
Presentato l'8 ottobre 1969 al Festival internazionale del cinema di Mannheim-Heidelberg, dove si aggiudicò il premio Interfilm, il film fu distribuito in Germania dal 22 novembre dello stesso anno.

## Critica
"... La vera saggezza del film sta nel dimostrare attraverso un linguaggio di una banalità apparentemente sconcertante, che il fascismo non è un'idea, ma una forma di vita, e che i suoi portatori sono altrettanto deboli e disperatamente patetici delle loro vittime."
"...Sin dai suoi esordi, quando l'influenza di Godard era ancora evidente, Fassbinder era assolutamente originale; uno dei pochi autori in grado di costruire un film spietato sull'apatia, l'avidità e la meschinità, che risulta al contempo divertente e duro, comprensivo e caustico."

## Riconoscimenti
- Lola al miglior film 1970